# جائزة فرنسا الكبرى للدراجات النارية 2010
جائزة فرنسا الكبرى للدراجات النارية 2010 هو سباق دراجات نارية أقيم بتاريخ 23 مايو 2010 في لو مان. كان الجولة الثالثة من أصل 18 في سباق الجائزة الكبرى للدراجات النارية موسم 2010. فاز الإسباني خورخي لورنزو بفئة الموتو جي بي بينما جاء الإيطالي فالنتينو روسي في المركز الثاني.

## وصلات خارجية
- الموقع الرسمي